# Doornenkroon (dier)

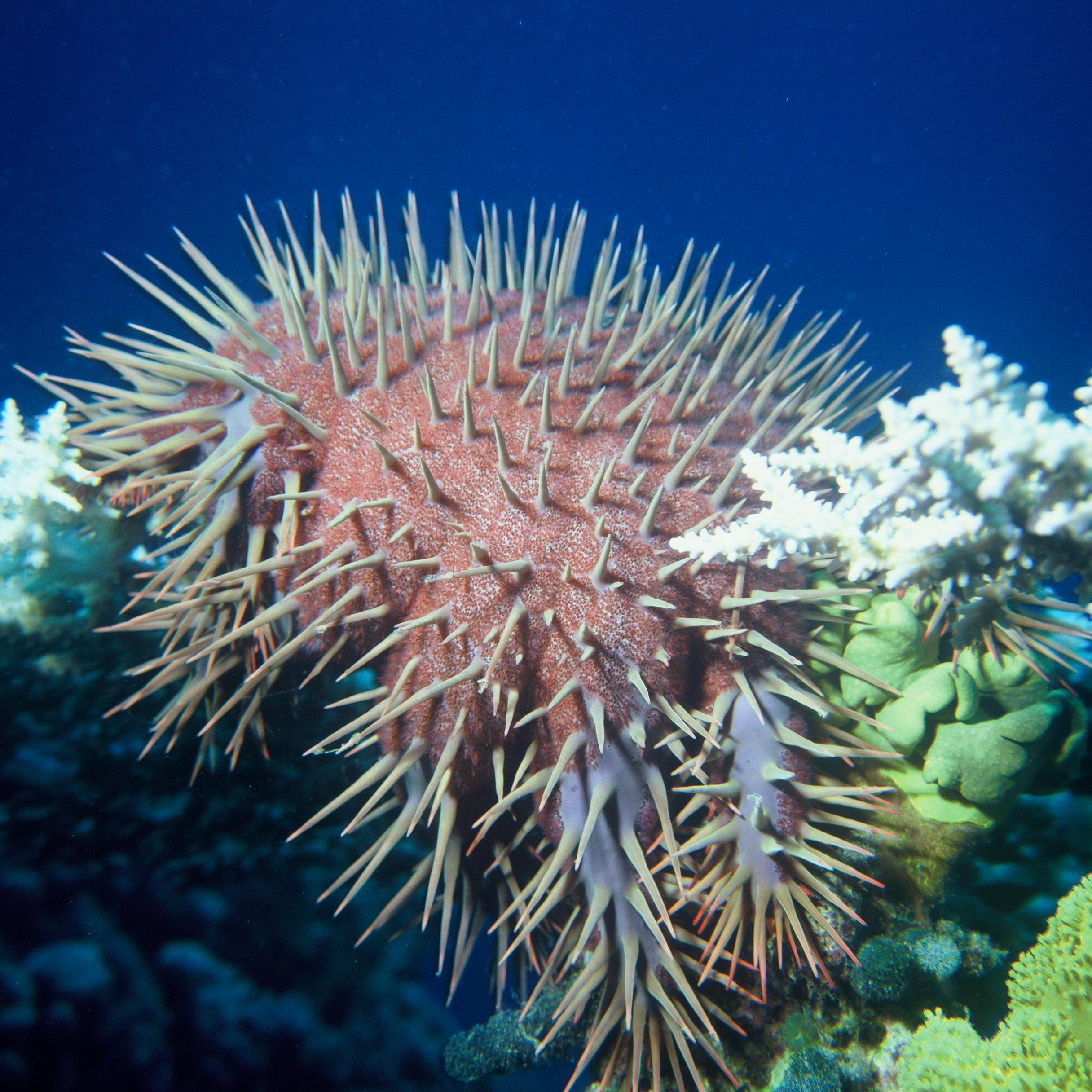
Doornenkroon in de Rode Zee

De doornenkroon (Acanthaster planci) is een zeester met doornachtige stekels die over het hele lichaam zijn verspreid. Hij kan een doorsnede van 40 cm bereiken, en heeft 12 tot 19 armen.

## Leefwijze
De doornenkroon voedt zich hoofdzakelijk met koraalpoliepen. Hij klimt 's nachts op het rif en 'graast' dan het koraal af.

## Verspreiding
De soort komt voor op koraalriffen in de Rode Zee, de Indische Oceaan, en de Grote Oceaan.

### Plaagvorming
Doornenkronen kunnen zo nu en dan in grote aantallen voorkomen. Naar de oorzaken is relatief veel onderzoek gedaan. Gedacht werd dat overbevissing van potentiële predatoren een rol kon spelen. Uit maagonderzoek van de grote vissen waarvan gedacht werd dat ze de doornenkroon op het menu hadden staan, bleek echter dat ze nauwelijks doornenkronen aten. Een andere natuurlijke vijand is de ook veel commercieel gevangen gewone tritonshoren, die wordt bejaagd om het slakkenhuis. Een probleem met de predator-prooi-hypothese is dat de doornenkroon over een groot regeneratievermogen beschikt, waardoor de mortaliteit erg laag is als niet de hele zeester wordt opgegeten. Een hypothese die inmiddels meer steun geniet is dat de populatiegroei het gevolg is van eutrofiëring van het zeewater, waardoor er meer algen groeien en de overleving van de larven van de doornenkroon, die zich met algen voeden, sterk beïnvloed wordt.

## Gevaar voor mensen
De stekels kunnen pijnlijke verwondingen veroorzaken. De pijn kan uren duren en soms gepaard gaan met misselijkheid en braken. Het gebied rond de wond krijgt een donkerblauwe kleur en zwelt op. Deze zwelling kan dagen blijven bestaan.

## Naam
De wetenschappelijke naam werd als Asterias planci in 1758 door Carl Linnaeus gepubliceerd in de appendix van de tiende druk van Systema naturae.

## Synoniemen
- Asterias echinites Ellis & Solander, 1786
- Asterias solaris Schreber, 1793
- Echinaster ellisi Gray, 1840
- Asterias echinus Gervais, 1841
- Acanthaster mauritiensis De Loriol, 1885
- Acanthaster pseudoplanci Caso, 1962